# Transportminister
En transportminister styrer den generelle transport i sit land. Det er normalt, at der er et ministerium, der tager sig af transporten – i Danmark; Transport-, Bygnings- og Boligministeriet.